# Sân bay Liboi
Sân bay Liboi (IATA: LBK) là một sân bay ở Liboi, Kenya.